# Irish League 1997-1998
L'Irish League 1997-1998 è stata la 97ª edizione della prima divisione del campionato nordirlandese di calcio.
Il campionato era formato da dieci squadre e il Cliftonville vinse il titolo.

## Classifica finale
| Pos. | Squadra          | G  | V  | N  | P  | GF | GS | Punti |
| ---- | ---------------- | -- | -- | -- | -- | -- | -- | ----- |
| 1    | Cliftonville     | 36 | 20 | 8  | 8  | 49 | 37 | 68    |
| 2    | Linfield         | 36 | 17 | 13 | 6  | 50 | 19 | 64    |
| 3    | Portadown        | 36 | 17 | 9  | 10 | 50 | 38 | 60    |
| 4    | Glentoran        | 36 | 17 | 8  | 11 | 52 | 34 | 59    |
| 5    | Ballymena United | 36 | 14 | 9  | 13 | 55 | 55 | 51    |
| 6    | Crusaders        | 36 | 13 | 12 | 11 | 51 | 51 | 51    |
| 7    | Coleraine        | 36 | 11 | 10 | 15 | 41 | 48 | 43    |
| 8    | Glenavon         | 36 | 9  | 12 | 15 | 47 | 56 | 39    |
| 9    | Omagh Town       | 36 | 7  | 10 | 19 | 43 | 68 | 31    |
| 10   | Ards             | 36 | 4  | 11 | 21 | 31 | 63 | 23    |

G = Partite giocate; V = Vittorie; N = Nulle/Pareggi; P = Perse; GF = Goal fatti; GS = Goal subiti; 